# Deir Hassan
Deir Hassan (tiếng Ả Rập: دير حسان) là một ngôi làng Syria nằm ở Al-Dana Nahiyah ở huyện Harem, Idlib. Theo Cục Thống kê Trung ương Syria (CBS), Deir Hassan có dân số năm 1875 trong cuộc điều tra dân số năm 2004.